# Hradisko (Kroměříž)
Hradisko (německy Burgenau) je vesnice, část okresního města Kroměříž. Nachází se asi 4 km na severozápad od Kroměříže. Prochází tudy železniční trať Kojetín - Valašské Meziříčí s železniční zastávkou v místní části Postoupky a cyklostezka do Postoupek a Bezměrova. Je zde evidováno 99 adres. Trvale zde žije 226 obyvatel. Předsedou osadního výboru je MVDr. Jiří Šálek.
Hradisko je také název katastrálního území o rozloze 1,61 km2.

## Obyvatelstvo

### Struktura
Vývoj počtu obyvatel za celou obec i za její jednotlivé části uvádí tabulka níže, ve které se zobrazuje i příslušnost jednotlivých částí k obci či následné odtržení.
| Místní části   | Místní části  | 1869 | 1880 | 1890 | 1900 | 1910 | 1921 | 1930 | 1950 | 1961 | 1970 | 1980 | 1991 | 2001 | 2011 |
| -------------- | ------------- | ---- | ---- | ---- | ---- | ---- | ---- | ---- | ---- | ---- | ---- | ---- | ---- | ---- | ---- |
| Počet obyvatel | část Hradisko | 273  | 308  | 359  | 360  | 353  | 330  | 350  | 304  | 300  | 271  | 234  | 179  | 221  | 223  |
| Počet domů     | část Hradisko | 49   | 52   | 56   | 63   | 68   | 70   | 76   | 85   | –    | 80   | 77   | 84   | 83   | 89   |

## Pamětihodnosti
- Farní kostel Všech svatých
- Socha sv. Václava byla na hřbitov v Hradisku umístěna k svatováclavské slavnosti konané 28. 9. 1929 jako pomník padlým ve světové válce.[8] Socha od sochaře Antonína Tomáše Becka (1835-1908) původně stávala u starého kroměřížského mostu přes řeku Moravu. Po regulaci v letech 1907 – 1909 byla socha, spolu s několika dalšími, přemístěna ke kostelu Nanebevzetí Panny Marie. Odtud socha putovala do Hradiska a u kostela byla nahrazena její kopií od Antonínova syna Jana Antonína Becka (1864-1937).[9] U sochy svatého Václava byl pohřben dne 6.5.1945 neznámý rumunský vojín, který padl u Lutopecen a dne 13.5.1945 neznámý rumunský vojín, který u Miňůvek vypadl z vojenského auta.[10] Dne 4.4.1951 byly ostatky obou rumunských vojínů exhumovány a převezeny na Ústřední hřbitov v Brně. V Ústředním seznamu kulturních památek České republiky je socha vedena spolu s kostelem Všech svatých pod číslem 31947/7-6098.
- Výšinné opevněné sídliště – hradiště Hradisko (archeologické stopy) je kulturní památka zapsaná v seznamu kulturních památek pod číslem 46267/7-6099.
- Kamenný kříž z roku 1838. Text na kříži: Nákladem Jana Koutského č.18 v Hradisku 1838. Obnoven k oslavě nastoupení Jeho Milosti knížete arcibiskupa Theodora 1893. Nákladem obce Hradiska. Je to kulturní památka zapsaná v seznamu kulturních památek pod číslem 101520.

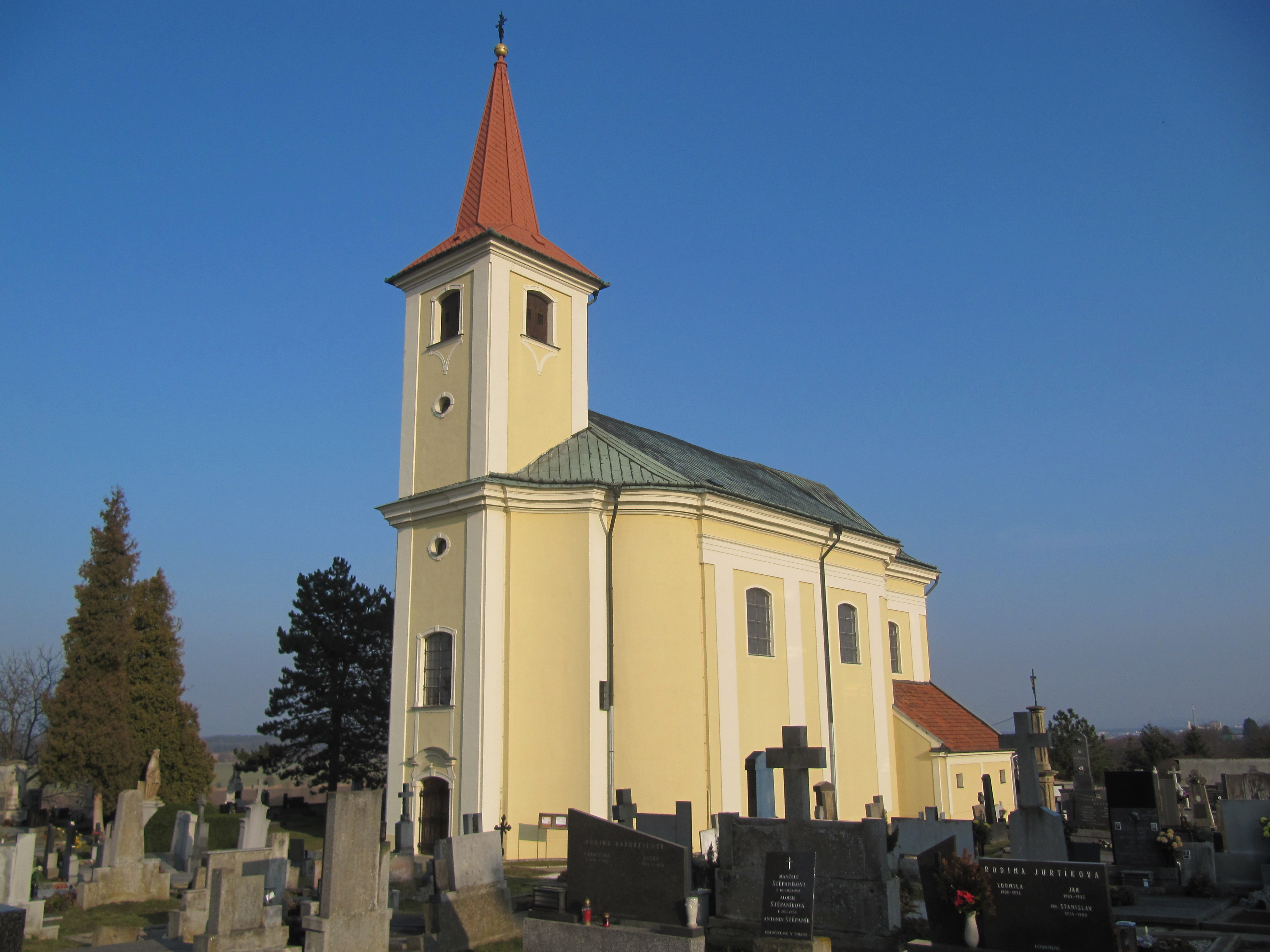
Kostel Všech svatých
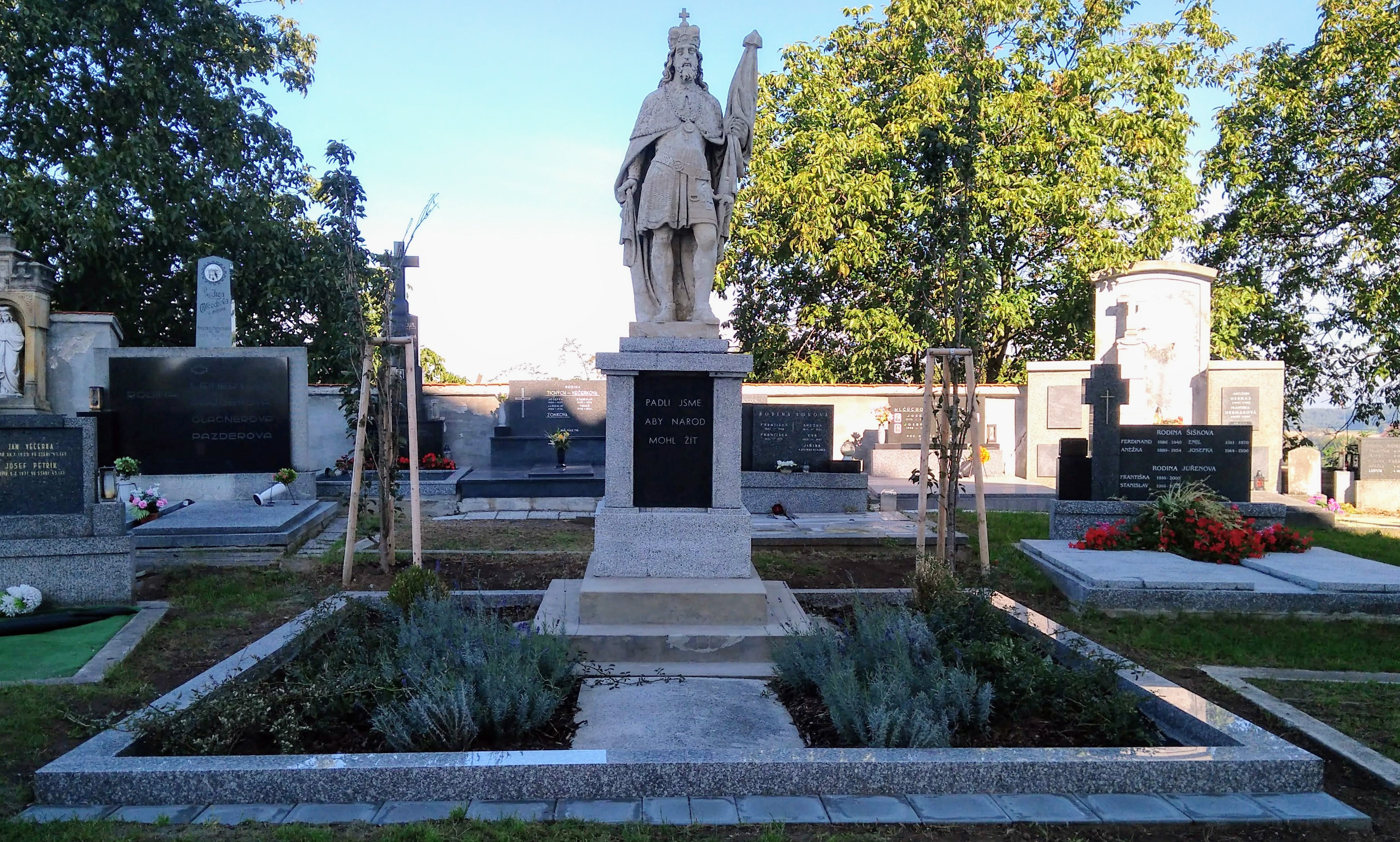
Socha sv. Václava hřbitově v Hradisku
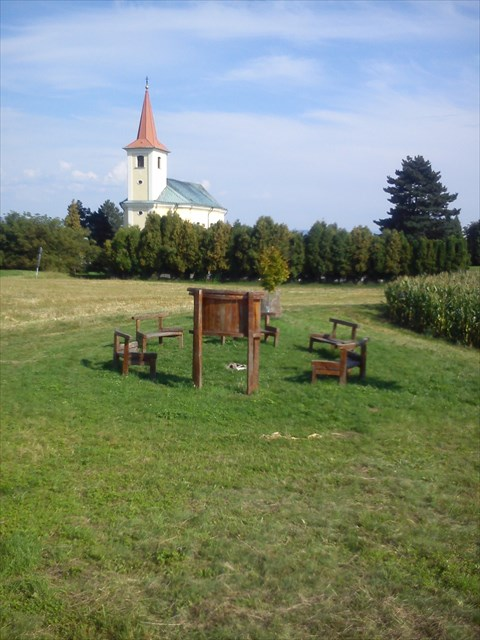
Výšinné opevněné sídliště Hradisko – archeologické stopy
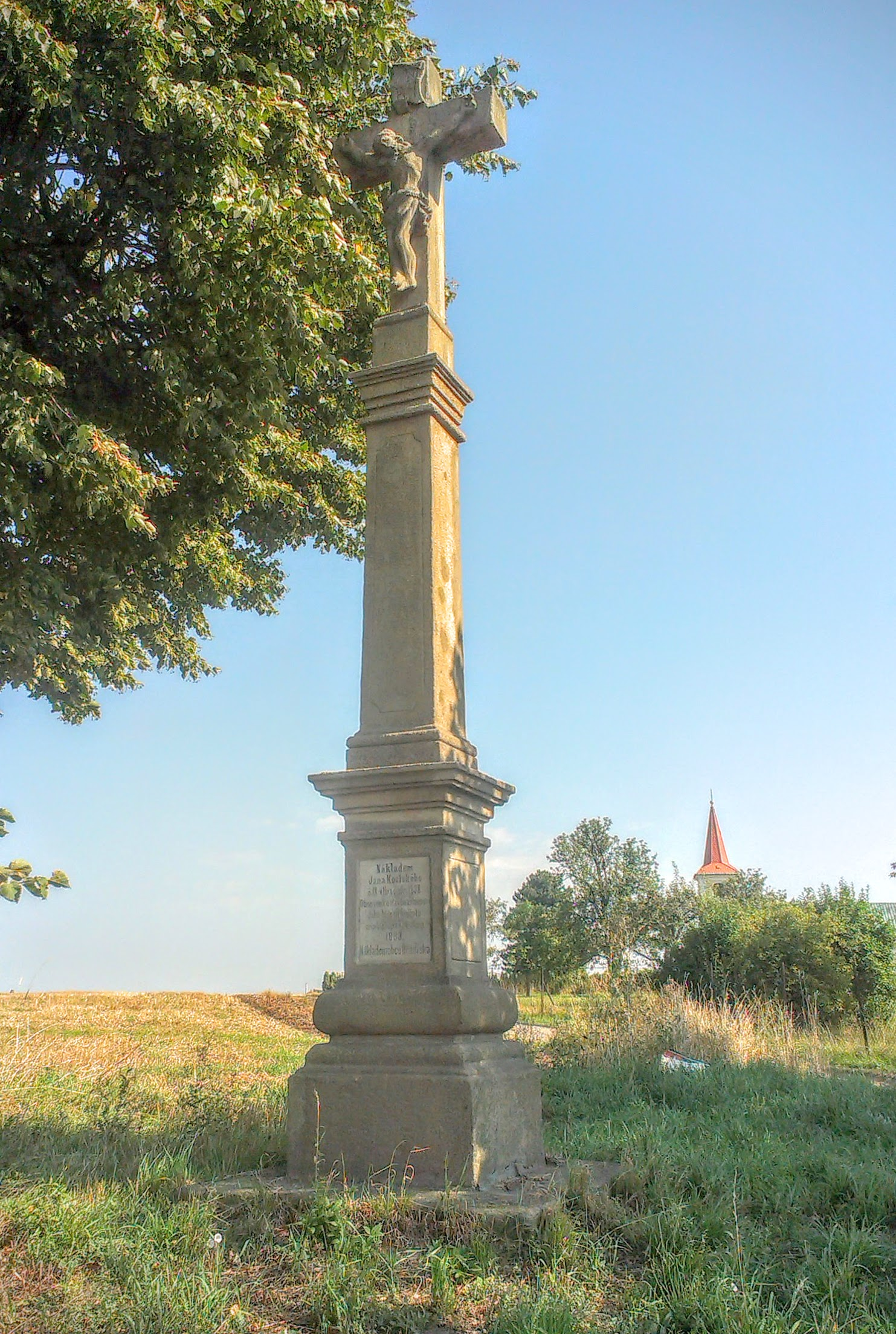
Kříž u křižovatky na Měrůtky